# Лепатараве
Лепатараве (груз. ლეპატარავე) — село в Грузії.
За даними перепису населення 2014 року в селі проживає 177 особи.